# Supercopa espanyola de voleibol femenina
|  | Aquest article és sobre la competició femenina. Per a la competició masculina, vegeu Supercopa espanyola de voleibol masculina |

La Supercopa espanyol de voleibol femenina és una competició esportiva de clubs espanyols de voleibol, fundada la temporada 1990-91 i organitzada per la Reial Federació Espanyola de Voleibol. De caràcter anual, hi participen els campions de Lliga i de Copa de la temporada anterior, disputant una final, que se celebra normalment al mes d'octubre, en una seu neutral. Aquesta competició dona inici a la temporada regular de voleibol femení estatal.
El dominador de la competició és el Club Voleibol Logroño amb sis títols, seguit del Club Voleibol Tenerife amb cinc. El Club Voleibol Ciutadella (2020) i el Club Voleibol Cornellà (1990) són els únics equips dels Països Catalans que han guanyat la competició.

## Historial
La competició va fundar-se la temporada 1990-91, però no va tornar-se a disputar fins a la temporada 2002-03
| En negreta = Equip guanyador (1) = Nombre de campionats Nota1: S'inclou el resultat de cada set Nota2: Noms dels equips segons l'època |

| Edició                                 | Temp.   | Data       | Campió                      | Resultat      | Subcampió               | Seu                                    | refs                 |
| -------------------------------------- | ------- | ---------- | --------------------------- | ------------- | ----------------------- | -------------------------------------- | -------------------- |
| I                                      | 1990-91 | 15-12-1990 | RCD Espanyol (1)            | 3–1           | CV Tormo Barberá        | Poliesportiu San José, Guadalajara     | [ 1 ]                |
| No es disputà la temporada 1991-92     |         |            |                             |               |                         |                                        |                      |
| no oficial                             | 1992-93 | 29-03-1992 | Afelsa Los Compadres        | 3–0           | RCD Espanyol            |                                        | [ 2 ]                |
| No es disputà entre 1993 i 2001        |         |            |                             |               |                         |                                        |                      |
| II                                     | 2002-03 | 22-09-2002 | Marichal Tenerife (1)       | 3–0           | Universidad de Burgos   | Pavelló Anduva, Miranda de Ebro        | [ 3 ]                |
| III                                    | 2003-04 |            | Marichal Tenerife (2)       | 3–1           | HC Costa Mogán          | Centro Insular de Deportes, Las Palmas | [ 4 ]                |
| IV                                     | 2004-05 |            | Marichal Tenerife (3)       | 3–1           | Caja de Ávila CSC       | Pavelló Los Pajaritos, Sòria           | [ 5 ]                |
| V                                      | 2005-06 | 02-10-2005 | Spar Tenerife Marichal (4)  | 3–0           | Hotel Cantur            | Pavelló Santiago Martín, La Laguna     | [ 6 ]                |
| VI                                     | 2006-07 | 24-09-2006 | CAV Murcia 2005 (1)         | 3–0           | Universidad de Burgos   | Pavelló de Bayas, Miranda de Ebro      | [ 7 ] [ 8 ]          |
| VII                                    | 2007-08 |            | CAV Murcia 2005 (2)         | 3–1           | Spar Tenerife Marichal  | Palau d'Esports L'Illa, Benidorm       | [ 9 ] [ 10 ]         |
| VIII                                   | 2008-09 |            | Tenerife Marichal (5)       | 3–1           | Palma Volley            | Pavelló Santiago Martín, La Laguna     | [ 11 ] [ 12 ]        |
| IX                                     | 2009-10 |            | CAV Murcia 2005 (3)         | 3–2           | Valeriano Allés Menorca | Pavelló Príncipe d'Asturias, Múrcia    | [ 13 ] [ 14 ]        |
| X                                      | 2010-11 |            | CAV Murcia 2005 (4)         | no es disputà | Jamper Aguere           | Pavelló Príncipe d'Asturias, Múrcia    | [ 15 ] [ 16 ]        |
| No va disputar-se la temporada 2011-12 |         |            |                             |               |                         |                                        |                      |
| XI                                     | 2012-13 | 01-10-2012 | Haro Rioja Voley (1)        | 3–0           | Valeriano Allés Menorca | Poliesportiu El Ferial, Haro           | [ 17 ]               |
| XII                                    | 2013-14 | 19-10-2013 | EB Tramek Murillo (1)       | 3–0           | Haro Rioja Voley        | Poliesportiu García Lorca, Murillo     | [ 18 ]               |
| XIII                                   | 2014-15 | 12-10-2014 | Naturhouse Logroño (2)      | 3–0           | Avarca Menorca          | CDM Lobete, Logronyo                   | [ 19 ] [ 20 ]        |
| XIV                                    | 2015-16 | 03-10-2015 | Naturhouse Logroño (3)      | 3–0           | GH Leadernet            | CDM Lobete, Logronyo                   | [ 21 ] [ 22 ]        |
| XV                                     | 2016-17 | 16-10-2016 | Fígaro Peluqueros Haris (1) | 3-1           | Naturhouse Logroño      | Pavelló Pablos Abril, La Laguna        | [ 23 ] [ 24 ]        |
| XVI                                    | 2017-18 | N/D        | Arluy VB Logroño (4)        | 0-3 / 3-2     | Dimurol Libby,s         | La Laguna / Logronyo                   | [ 25 ] [ 26 ] [ 27 ] |
| XVII                                   | 2018-19 | 07-10-2018 | Arluy VB Logroño (5)        | 3–1           | Dimurol Libby,s         | CDM Lobete, Logronyo                   | [ 28 ]               |
| XVIII                                  | 2019-20 | 05-10-2019 | May Deco Logroño (6)        | 3–0           | Libbys la Laguna        | Pavelló Pablos Abril, La Laguna        | [ 29 ]               |
| XIX                                    | 2020-21 | 03-10-2020 | Avarca Menorca (1)          | 3–0           | CV Sayre La Ballena     | Poliesportiu Municipal de Ciutadella   | [ 30 ]               |
| XX                                     | 2021-22 | 25-09-2021 | CV Gran Canaria (1)         | 3–2           | Feel Volley Alcobendas  | Centro Insular de Deportes, Las Palmas | [ 31 ]               |
| XXI                                    | 2022-23 | 24-09-2022 | Libby's La Laguna (2)       | 3–1           | Arenal Emevé            | Pavelló Santiago Martín, La Laguna     | [ 32 ]               |
| XXII                                   | 2023-24 |            |                             |               |                         |                                        |                      |

1. ↑  No reconegut per la RFEVB
2. ↑  El Jamper Aguere no es presentà a la competició i quedà desqualificat.

## Palmarès
| Equip                        | Campió | Subcampió | Finals | Anys campió                                          | Anys subcampió            |
| ---------------------------- | ------ | --------- | ------ | ---------------------------------------------------- | ------------------------- |
| Club Voleibol Logroño        | 6      | 1         | 7      | 2013-14, 2014-15, 2015-16, 2017-18, 2018-19, 2019-20 | 2016-17                   |
| Club Voleibol Tenerife       | 5      | 1         | 6      | 2002-03, 2003-04, 2004-05, 2005-06, 2008-09          | 2007-08                   |
| CAV Murcia 2005              | 4      | 0         | 4      | 2006-07, 2007-08, 2009-10, 2010-11                   | —                         |
| Club Voleibol Haris          | 2      | 3         | 5      | 2016-17, 2022-23                                     | 2017-18, 2018-19, 2019-20 |
| Club Voleibol Ciutadella     | 1      | 3         | 4      | 2020-21                                              | 2009-10, 2012-13, 2014-15 |
| Club Voleibol Haro           | 1      | 1         | 2      | 2012-13                                              | 2013-14                   |
| RCD Espanyol                 | 1      | 0         | 1      | 1990-91                                              | —                         |
| Club Voleibol Las Palmas     | 0      | 2         | 2      | —                                                    | 2003-04, 2005-06          |
| Club Voleibol Diego Porcelos | 0      | 2         | 2      | —                                                    | 2002-03, 2006-07          |
| Club Voleibol Emeve          | 0      | 1         | 1      | —                                                    | 2022-23                   |